# Tuk Jakova
Tuk Jakova, född 20 februari 1914 i Shkodra, död 26 augusti 1959 i Tirana, var en albansk politiker. Han innehade flera ministerposter i Socialistiska folkrepubliken Albanien under 1950-talet.

## Biografi
Jakova deltog 1941 i grundandet av Albaniens kommunistiska parti (efter 1948 Albaniens arbetarparti). Efter andra världskriget var han bland annat ordförande i nationalförsamlingen (1946), inrikesminister (1950–1953), finansminister (1953–1954) och vice premiärminister (1950–1953; 1954–1955). Vid 1950-talets mitt började Jakova inta en starkt kritisk ståndpunkt till Enver Hoxhas styre, vilket ledde till att han uteslöts ur Albaniens arbetarpartis centralkommitté och tvingades lämna sin post som vice premiärminister under anklagelser om revisionism och titoism 1955. Därefter sattes han 1957 i husarrest utanför Vlora och dömdes 1958 till ett 20-årigt fängelsestraff i Tirana. Han avled i fängelset under oklara omständigheter året därpå.